# Mendefera
Mendefera (Tigrinya መንደፈራ, arabisch مندفرا mit der Bedeutung „Wer hat Mut“, Alternativname Adi Ugri) ist eine Stadt in Eritrea mit etwa 30.000 Einwohnern. Sie liegt südlich von Asmara im Zentrum des Landes und ist Hauptstadt der Region Debub. Mendefera war ein Zentrum der Aksumiten. In Mendefera leben vor allem Tigrinya, die dem eritreisch-orthodoxen Glauben angehören.

## Persönlichkeiten
In Mendefera wurden geboren:
- Hadnet Tesfai (* 1979), deutsche Hörfunk- und Fernsehmoderatorin